# What's Happening?
What's Happening? è il quarto EP del gruppo musicale sudcoreano B1A4, pubblicato nel 2013.

## Tracce
1. Starlight Song (별빛의 노래; Byeolbichui Norae) – 3:37
2. What's Happening? (이게무슨일이야; Igemuseuniriya) – 3:20
3. Yesterday – 3:35
4. Good Love – 3:56
5. How Many Times (몇 번을; Myeot Beoneul) – 3:38